# Pappas nya tjej
Pappas nya tjej är en amerikansk familjefilm från 1998.

## Handling
Tvillingarna Tess och Emilys pappa är en känd konstnär som ännu inte kommit över sin frus bortgång.
Tess och Emily vill hjälpa sin pappa, så de målar en reklamskylt med en bild på pappan och med sin adress mitt på Sunset Boulevard. Nästa dag kommer det flera säckar med brev från singelkvinnor som vill dejta deras pappa. Pappan blir arg i början, men tvillingarna får honom till slut att dejta några kvinnor.

## Om filmen
Filmen är inspelad i Hollywood, Sherman Oaks och Venice Beach, den hade världspremiär i USA den 10 november 1998.

## Rollista (urval)
- Mary-Kate Olsen - Tess Tyler
- Ashley Olsen - Emily Tyler
- Tom Amandes - Maxwell Tyler